# Wandalbert von Prüm

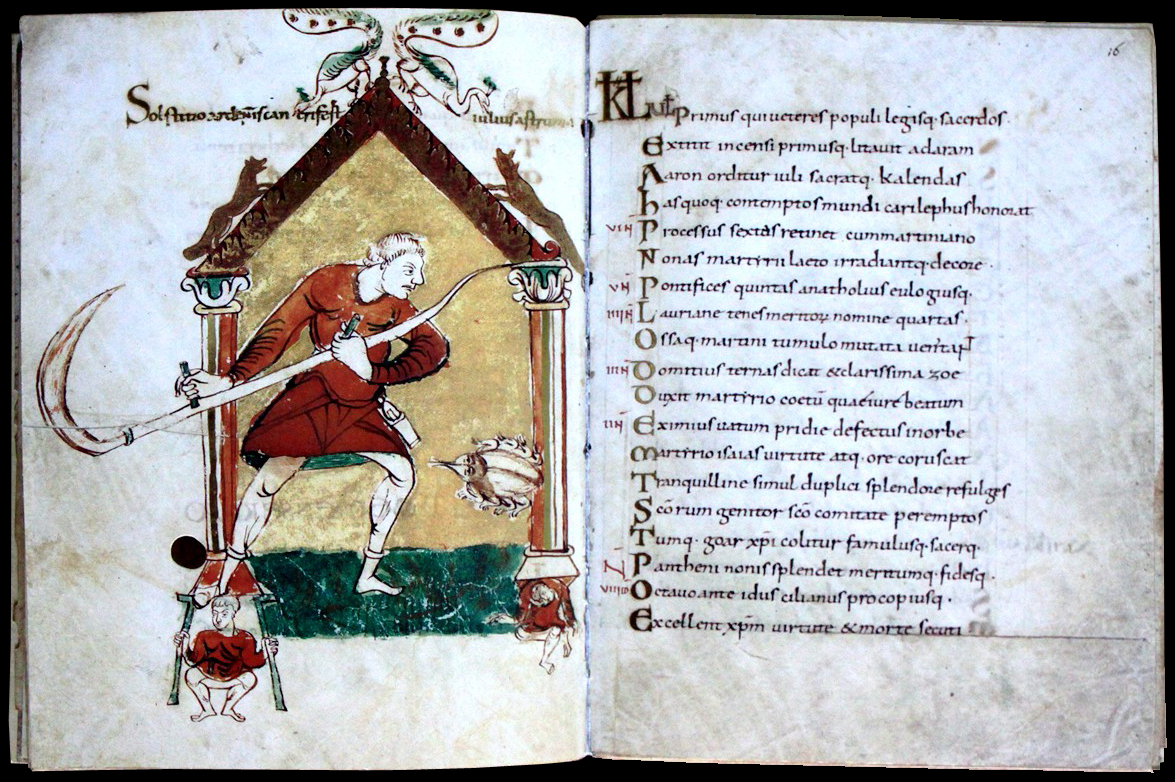
Der Juli aus dem Martyrologium (um 850)

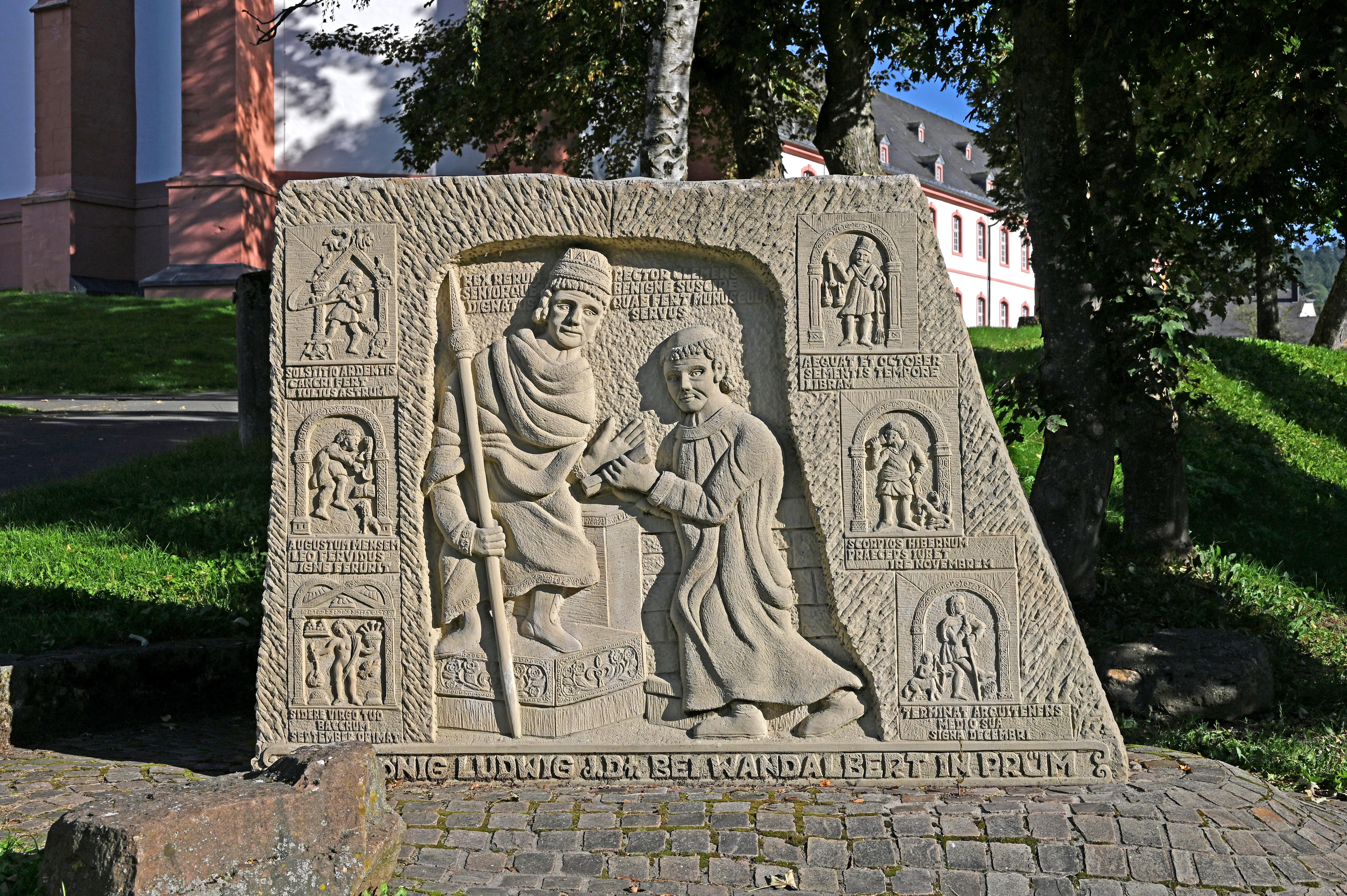
Prüm, Relief “König Ludwig bei Wandalbert in Prüm”, mit Monatsreliefs zum Kalendergedicht des Mönchs (hier August bis Dezember)

Wandalbert von Prüm (* 813 wahrscheinlich in Frankreich; † 870 (?) in Prüm, Eifel) war Benediktinermönch, Diakon, Theologe und Dichter.
Von seiner persönlichen Geschichte ist wenig bekannt. Spätestens 839 wurde Wandalbert Mönch in der Abtei Prüm, dem zu dieser Zeit bedeutendsten Kloster der Karolinger. Abt Markward von Prüm beauftragte ihn zunächst damit, die Lebensgeschichte des Heiligen Goar zu schreiben – das Buch über Leben und Wunder des Heiligen Goar. Anschließend verfasste Wandalbert, ebenfalls in Latein, ein Martyrologium in Versen für Kaiser Lothar I. (beendet 848 oder 849), eine Art von liturgischem Heiligenkalender für das Kirchenjahr. Vor allem dieses Werk führte in jüngster Zeit zu einer Wiederentdeckung der Dichtung Wandalberts: In dem dem eigentlichen Martyrologium angegliederten Kalendergedicht schrieb er über die Monate, die Jahreszeiten, das Landleben, die Jagd, die Fischerei, den Obstbau und den Weinbau im Jahreslauf.

## Sonstiges
In Prüm sind eine Straße und eine Hauptschule nach Wandalbert benannt.